# سرسیف
سرسیف(به کردی: سەرسێف، Sersêf) روستایی از توابع بخش سرشیو شهرستان سقز است که در استان کردستان ایران قرار دارد.

## جمعیت
این روستا در دهستان ذوالفقار واقع شده و براساس سرشماری سال ۱۳۸۵، جمعیت آن ۹۶ نفر (۱۵ خانوار) بوده‌است.